# 瓦曼馬爾卡山 (馬爾卡波馬科查區)
11°22′30″S 76°19′09″W / 11.37500°S 76.31917°W
瓦曼馬爾卡山（Waman Marka），是秘魯的山峰，位於該國中部胡寧大區，由堯利省的馬爾卡波馬科查區負責管轄，屬於安地斯山脈的一部分，海拔高度5,000米。